# Ausztria tartományai
Az osztrák szövetségi tartományok alkotják Ausztria legnagyobb közigazgatási egységeit. Ausztria kilenc szövetségi tartományra (németül: Bundesland) tagolódik, amelyek szinte külön államként funkcionálnak az Osztrák Köztársaságon belül. Mindegyik tartománynak van saját fővárosa (Landeshauptstadt), mely egyben a tartományi parlament (Landtag) székhelye is.

## Adatok
Az osztrák tartományok a következők (német nevük ABC-sorrendjében):

| #  | Címer | Tartomány                      | Székhely             | Népesség (2022 jan. 1.) | Terület (km²) | Népsű- rűség (fő/km²) | Városok száma | Más helységek száma | Térkép |
| -- | ----- | ------------------------------ | -------------------- | ----------------------- | ------------- | --------------------- | ------------- | ------------------- | ------ |
| 1. |       | Burgenland                     | Kismarton Eisenstadt | 297 583                 | 3 965         | 75                    | 13            | 171                 |        |
| 2. |       | Karintia Kärnten               | Klagenfurt           | 564 513                 | 9 537         | 59                    | 17            | 132                 |        |
| 3. |       | Alsó-Ausztria Niederösterreich | Sankt Pölten         | 1 698 796               | 19 180        | 89                    | 76            | 573                 |        |
| 4. |       | Felső-Ausztria Oberösterreich  | Linz                 | 1 505 140               | 11 983        | 126                   | 32            | 438                 |        |
| 5. |       | Salzburg                       | Salzburg             | 560 710                 | 7 155         | 78                    | 11            | 119                 |        |
| 6. |       | Stájerország Steiermark        | Graz                 | 1 252 922               | 16 399        | 76                    | 35            | 286                 |        |
| 7. |       | Tirol                          | Innsbruck            | 764 102                 | 12 648        | 90                    | 11            | 277                 |        |
| 8. |       | Vorarlberg                     | Bregenz              | 401 674                 | 2 602         | 154                   | 5             | 96                  |        |
| 9. |       | Bécs Wien                      | Bécs Wien            | 1 931 593               | 415           | 4654                  | 1             | 1                   |        |
|    |       |                                |                      |                         |               |                       |               |                     |        |

## Elhelyezkedés
| Rövidítés | Tartomány        | Tartomány                 | Bundesländer |
| Rövidítés | Német név        | Magyar név                | Bundesländer |
| --------- | ---------------- | ------------------------- | ------------ |
| B         | Burgenland       | Burgenland (Felsőőrvidék) | Bundesländer |
| K         | Kärnten          | Karintia                  | Bundesländer |
| NÖ        | Niederösterreich | Alsó-Ausztria             | Bundesländer |
| OÖ        | Oberösterreich   | Felső-Ausztria            | Bundesländer |
| S         | Salzburger Land  | Salzburg                  | Bundesländer |
| St        | Steiermark       | Stájerország              | Bundesländer |
| T         | Tirol            | Tirol                     | Bundesländer |
| V         | Vorarlberg       | Vorarlberg                | Bundesländer |
| W         | Wien             | Bécs                      | Bundesländer |